# K.k. Landesschützen-Regiment „Innichen“ Nr. III
Das k.k. Kaiserschützen-Regiment „Innichen“ Nr. III war ein Infanterie-Verband der österreichischen Landwehr und gehörte zur k.k. Gebirgstruppe.

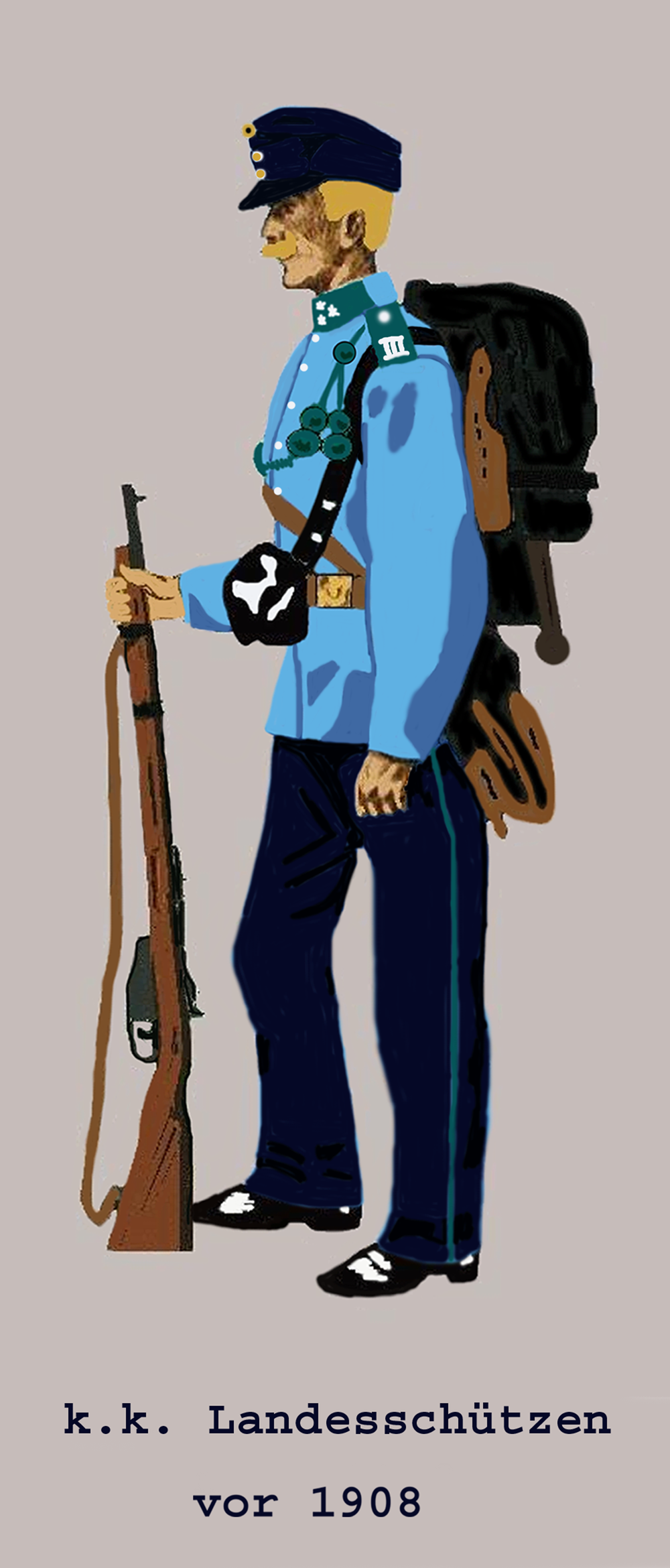
Landesschütze in Marschadjustierung vor 1908 (Regimentsnummer auf der Schulterklappe)

## Namensgebung
Die ursprüngliche Bezeichnung lautete k.k. Landesschützen-Regiment Nr. III und wurde im Jahre 1897 durch die Hinzufügung der Garnison des Regimentsstabes ergänzt. Es hieß von da an k.k. Landesschützen-Regiment „Trient“ Nr. III. Ab dem 1. März 1909 (Datum der Wiederaufstellung) trug es die Bezeichnung k.k. Landesschützen-Regiment „Innichen“ Nr. III und wurde letztmals durch ein Dekret von Kaiser Karl I. am 16. Jänner 1917 in k.k. Kaiserschützen-Regiment „Innichen“ Nr. III umbenannt. Eine offizielle Begründung hierfür gab es nicht.

## Aufstellung
Am 1. Mai 1893 wurden die bestehenden zehn Landesschützenbataillone zu Regimentern zusammengefasst. Das Regiment Nr. III (nur bei den Landesschützen erfolgte die Nummerierung in römischen Ziffern) entstand aus dem Zusammenschluss der ehemaligen Landesschützenbataillone:
- Nr. VII (Noce – Avisio)
- Nr. VIII (Trient – Valsugana)
- Nr. IX (Rovereto – Sarca)

Da die Rekrutierungskontingente aus Tirol (Nord-, Süd-Welschtirol) und Vorarlberg nicht ausreichten, um drei komplette Regimenter in Kriegsstärke bilden zu können, wurde das „Regiment Trient“ am 30. Oktober 1901 wieder aufgelöst und das Personal an das k.k. Landesschützen-Regiment Nr. II überstellt.

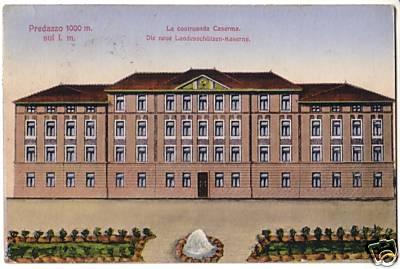
Kaserne des II. Bataillons in Predazzo

Durch die außergewöhnliche Attraktivität der seit dem 1. Mai 1906 zur Gebirgstruppe umgebildeten Landesschützen stieg die Anzahl der Freiwilligen und auch der Rekrutierungswünsche derart stark an, dass man sich gezwungen sah das III. Regiment wieder aufzustellen.
Daraufhin wurde das Regiment mit Stabsgarnison Innichen wieder in Dienst gestellt. Als Kampfabschnitt wurde ihm der Bereich von den Dolomiten bis zur Kärntner Grenze zugewiesen. Gleichzeitig hatte es, wie die anderen auch, Detachements zur Besatzung der Festungswerke abzustellen.

## Zusammensetzung und Verbandszugehörigkeit
- 88. Landesschützenbrigade – 44. Landwehr-Infanterie-Truppendivision – XIV. Armeekorps
- Ethnische Zusammensetzung: 59% Deutschsprachig – 38 % Italienischsprachig – 3 % Andere
- Regimentssprache: Deutsch

(Dieses Landwehr-Regiment hatte zunächst vier Bataillone, bis das 4. Bataillon an das Landesschützen-Regiment Nr I abgegeben wurde.)
Die ethnische Zusammensetzung konnte bei den überaus starken Verlusten aus den Tiroler Ländern und aus Vorarlberg allein nicht mehr gedeckt werden, so dass im Laufe des Krieges immer mehr Nachersatz aus anderen Landesteilen in das Regiment eingestellt werden musste. Ob der Tiroler/Vorarlberger (nicht bezogen auf die Deutschsprachigkeit) Anteil im Jahre 1918 noch die 50 %-Marke erreichte, ist zweifelhaft.

## Dislozierung

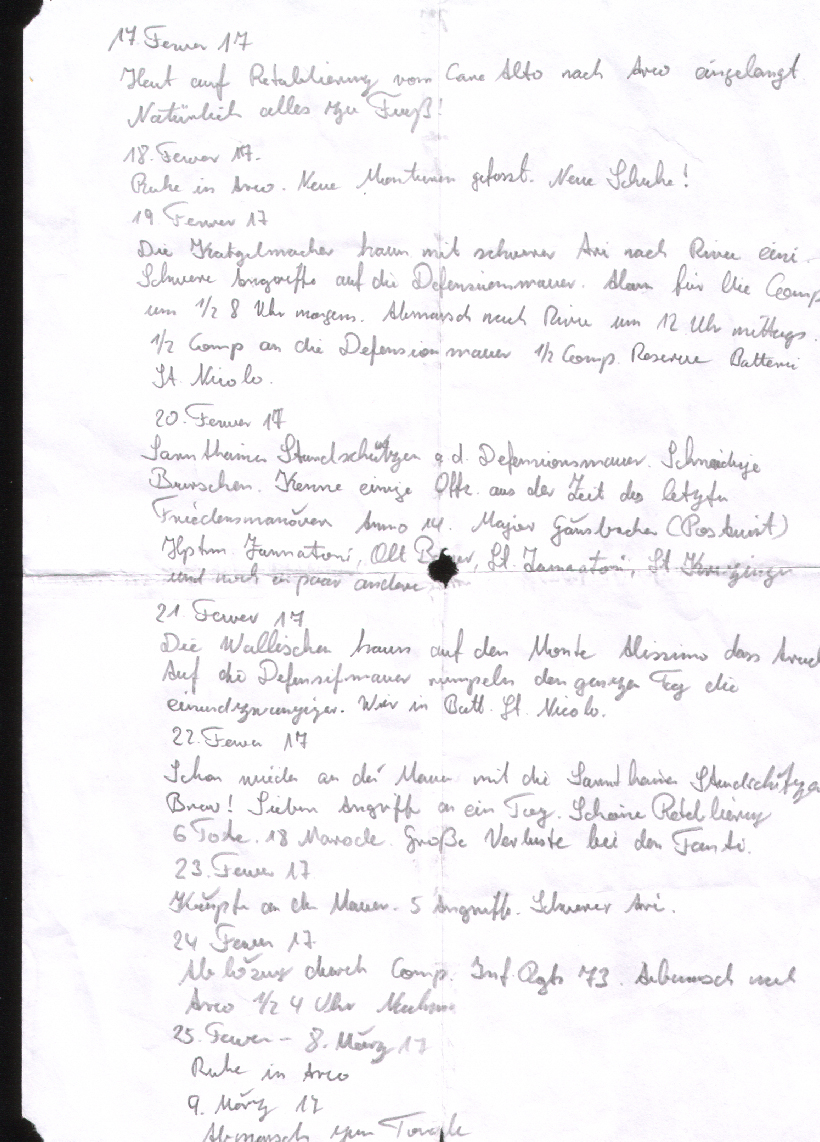
Auszug aus dem Kriegstagebuch des Zugsführers Franz Pomykahler im Kaiserschützen-Regiment Innichen Nr. III von 1917

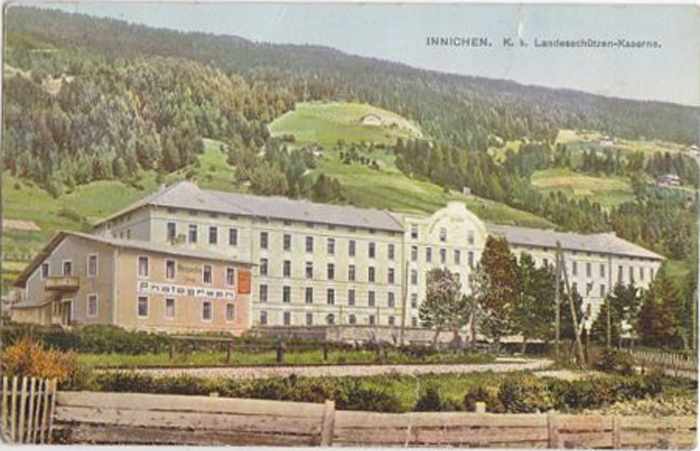
Kaserne des Regiments in Innichen

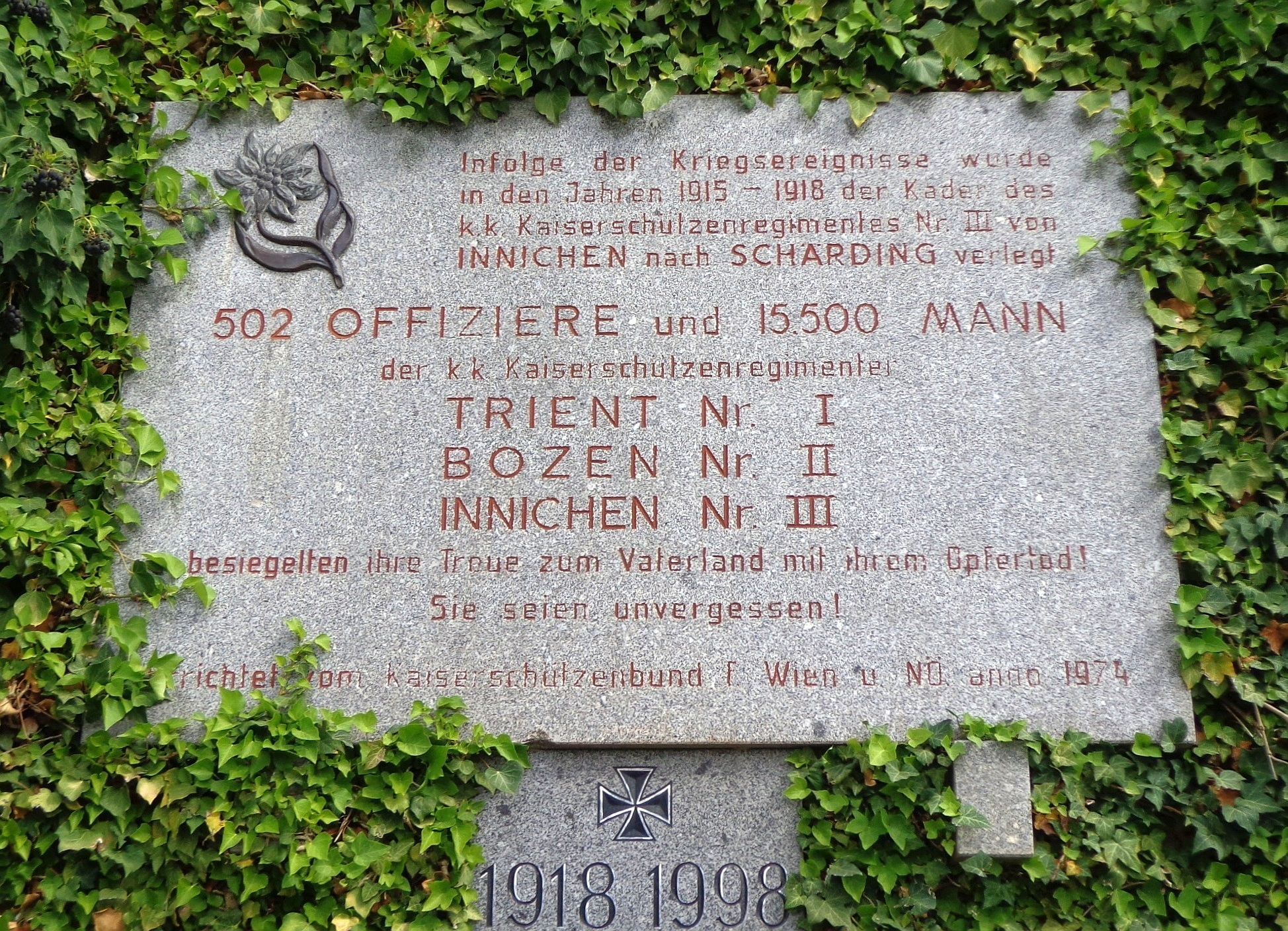
Schlosspark Schärding – Hessen-Rainer-Platz – Kriegergedenkstätte mit Denkmal für das Landesschützen-Regiment „Innichen“ Nr. III

- Friedensgarnison: Stab, IV. Baon Innichen / I. Baon Primör / II. Baon Predazzo / III. Baon Cortina d’Ampezzo
- Das Ergänzungskommando und der Ersatzbataillonskader wurden 1915 nach Schärding verlegt.

- Ausbildungsstationen

Zur spezifischen Gebirgsausbildung verlegte man die Landesschützen Kompanieweise in Sommerstationen. Dort gab es kleinere Kasernen oder es wurden geeignete Bauten (größere Gasthöfe) angemietet.
| Kommandoquartier   | Wintergarnison    | Sommerstation                                    |
| ------------------ | ----------------- | ------------------------------------------------ |
| Regiments-Kdo.     | Innichen          | Innichen                                         |
| I. Baon-Kdo.       | Fiera di Primiero | Fiera di Primiero – 46° 10′ 31″ N, 11° 49′ 51″ O |
| 1. Komp.           | Fiera di Primiero | Canal San Bovo – 46° 9′ 21″ N, 11° 44′ 0″ O      |
| 2. Komp.           | Fiera di Primiero | Fiera di Primiero                                |
| Geb.MG Abt III/1   | Fiera di Primiero | Fiera di Primiero                                |
| II. Baon-Kdo.      | Predazzo          | Moena – 46° 22′ 34″ N, 11° 39′ 36″ O             |
| 3. Komp.           | Predazzo          | Piano di Cason                                   |
| 4. Komp.           | Predazzo          | San Pellegrino – 46° 22′ 42″ N, 11° 47′ 24″ O    |
| 5. Komp.           | Predazzo          | Penia – 46° 27′ 28″ N, 11° 47′ 55″ O             |
| Geb. MG Abt III/2  | Predazzo          | Moena                                            |
| III.Baon-Kdo.      | Cortina d’Ampezzo | Cortina d’Ampezzo                                |
| 6. Komp.           | Cortina d’Ampezzo | Andraz – 46° 29′ 1″ N, 11° 59′ 2″ O              |
| 7. Komp.           | Cortina d’Ampezzo | Cortina d’Ampezzo                                |
| Geb. MG Abt III/3  | Cortina d’Ampezzo | Cortina d’Ampezzo                                |
| IV.Baon.-Kdo.      | Innichen          | Sexten                                           |
| 8. Komp.           | Innichen          | Schluderbach – 46° 37′ 12″ N, 12° 13′ 2″ O       |
| 9. Komp.           | Innichen          | Sexten                                           |
| 10. Komp.          | Innichen          | Obertilliach – 46° 42′ 35″ N, 12° 36′ 55″ O      |
| Geb. MG Abt. III/4 | Innichen          | Sexten                                           |

- Im Kriegsfall

Als Kampfabschnitt wurde ihm der Bereich von den Dolomiten bis zur Kärntner Grenze zugewiesen. Gleichzeitig hatte es, wie die anderen auch, Detachements zur Besatzung der Festungswerke abzustellen. (Nach geltendem Recht durften die Landesschützen nur zum Schutz der Heimat, resp. zur Verteidigung der Grenzen von Tirol und Vorarlberg eingesetzt werden. Um diese Regelung auszuhebeln, wurde der Kampf gegen Russland kurzerhand als für zum Schutz der Heimat notwendig erklärt.)

### Regimentskommandanten
- 1893 bis April 1898: Oberstleutnant/Oberst Ing. Joseph Schediwy
- April 1889 bis September 1901: Oberstleutnant/Oberst Otto Filippini-Höffern
- März 1909 bis März 1914: Oberstleutnant/Oberst Karl Georgi
- April 1914 bis September 1914 Oberstleutnant/Oberst Hugo Schönherr
- September bis Oktober 1914: Oberstleutnant Theodor Spiegel
- Oktober bis Dezember 1914: Oberst Josef Stiller
- Dezember 1914 bis März 1918: Oberst Josef Hadasczcok
- März bis Dezember 1918: Oberst Gabriel Graf Gudenus

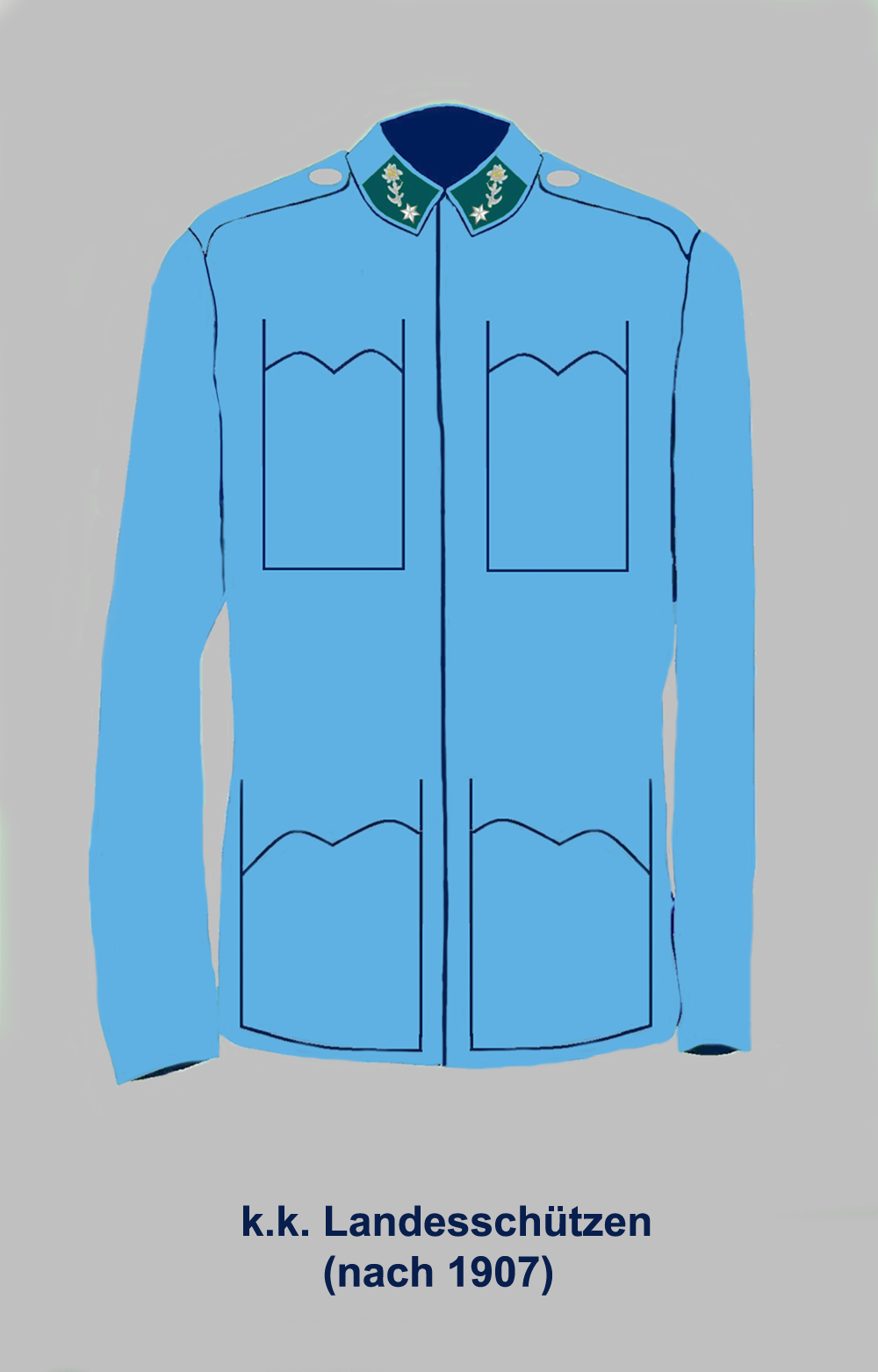
Neue Bluse der Landesschützen

## Uniformierung
Das Regiment trug die seit 1907 eingeführte Montur der Gebirgstruppen. Diese bestand aus folgenden Monturstücken:
- Hechtgraue Feldkappe mit angesteckten Spielhahnstoß (im Feld wurde der Spielhahnstoß nur auf Befehl angelegt)
- Hechtgraue Bluse mit aufgesetzten Taschen und grasgrünen Parolis. Offiziere zur Parade oder auf Befehl mit Schulterstücken.
- Hechtgraue Kniebundhose mit kniehohen Wollstrümpfen
- Bergschuhe
- Offiziere und Chargen trugen den Kurzsäbel

Dies war sowohl die Feld- als auch die Paradeadjustierung. Abweichend hiervon hatten Offiziere in Paradeadjustierung als Einzelperson (z. B. zur Ordensverleihung) die alte Montur zu tragen. Diese bestand aus:
- Jägerhut mit Federbusch
- Hechtgrauer Waffenrock mit grasgrüner Egalisierung und Schulterstücken
- Gold/schwarzdurchwirkte Feldbinde. Infanterieoffizierssäbel.
- Hechtgrüne Pantalons mit grasgrüner Paspel und Lampassen
- Schwarze Halbstiefel

## Gefechtstage des Regiments im Ersten Weltkrieg
1914

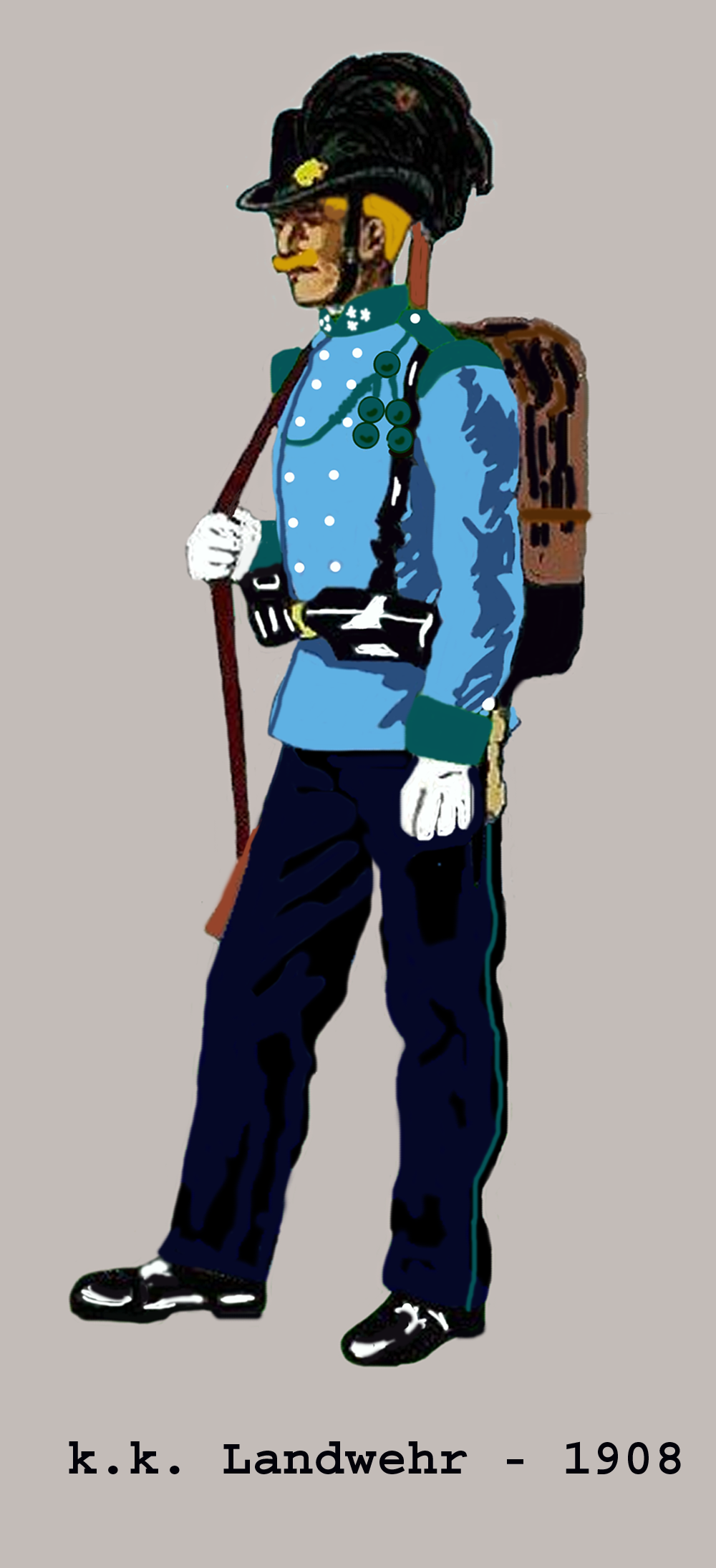
Landesschütze in Paradeadjustierung vor 1908

Am 1. August 1914 machte das Regiment mobil und wurde im Bahntransport an die russische Front verlegt. Im Raum Grodek sammelte sich der Verband vom 17. bis zum 25. August und marschierte bis zum 26. August nach Lemberg.
Schlacht bei Lemberg
- 27. August: Gefecht bei Dunajow
- 29. bis 31. August: Gefechte bei Firlejow, Wojcieowice, Solowa und Lany. Danach Rückzug auf Grodek.

Schlacht bei Grodek
- 8. September: Gefecht bei Lelechowka-Janow
- 9. September: Gefecht bei Jägerhaus-Stawki (Lelechowka)
- 10. bis 12. September: Gefechte bei Buliawa und Stawki
- bis 2. Oktober: Rückzug hinter den San

Schlacht bei Przemysl
- 3. Oktober: Vormarsch auf Przemysl zum Entsatz der belagerten Festung
- 14. bis 18. Oktober: Gefechte um die Höhe von Liskowiec
- 18. Oktober bis 3. November: Gefechte und Stellungskämpfe östlich Stroniowice
- 4. November: Rückzug hinter den Dunajec
- 20. bis 25. November: Gefechte bei Doly-Porutka und Wisnicz
- 28. November bis 4. Dezember: Marsch nach Krakau und Gefechte im Vorfeld der Festung
- 5. Dezember: Marsch nach Lapanow
- 7. Dezember bis

1915
- 21. Februar: Stellungskämpfe bei Chojnik
- 22. Februar bis 2. März: Verlegung des Regiments nach Ostgalizien
- 10. März: Gefecht bei Manasterczany
- 11. bis 20. März: Retablierung (Ruhe)
- 21. März: Verschiebung nach Sniatyn
- 23. März bis 8. Mai: Angriffe auf den Brückenkopf von Zalezczyki mit der Einnahme von diesem am 8. Mai
- 9. Mai bis 13. Juli: Stellungskämpfe und Gefechte im Raum Raszkow, Horodenka, Zablotow. Vormarsch an den Dnjestr mit Angriffskämpfen bei Horodnica, Zedzawa und Dzwiniacz

27. Juli: Beginn der Verlegung an die italienische Front.
Das X. und XI. Marschbataillon waren bereits nicht mehr an die Ostfront abgegangen, sondern direkt an die italienische Front beordert worden. Ebenfalls befanden sich die Besatzungen der Festungswerke (Detachement des X. Marschbataillons im Werk Plätzwiese und im Werk Landro) bereits seit längerem in diesem Abschnitt.
Das X. Marschbataillon kämpfte ab dem 23. Mai bis zum 26. Mai bei Eisenreich-Col di Frugioni und am Tillacher Joch-Wildkarleck. Mitte Juni nahm es an der Erstürmung des Monte Piano teil und verteidigte diesen noch am 20. Juni gegen italienische Angriffe.
Das XI. Marschbataillon (später zum V. Feldbataillon umgewidmet) war vom 18. bis zum 20. August in Kämpfe an den Drei Zinnen verwickelt.
- 28. Juli bis 18. August: Das Regiment verlegte an die Isonzofront und wurde, aufgestockt auf fünf Bataillone, im Raum Ovcja – Draga als Armeereserve verwendet.

- 19. August: Bahntransport an die Front in Tirol.

- 20. August bis 26. September: Kämpfe im Raum um den Monte Piano
- 19. bis 23. Oktober: Das V. Bataillon kämpfte auf der Hochfläche der Sieben Gemeinden im Raum Pioverna alta.
- 7. November bis

1916
- 15. März: Wiedererstürmung des Col di Lana Stellungskämpfe in den Dolomiten. Danach Zusammenführung des Verbandes im Piné-Tal bei Baselga
- 18. und 19. Mai: Transport über Trient-Matarello in den Raum um Rovereto.
- 21. Mai bis 30. Mai: Teilnahme an der Frühjahrsoffensive mit schweren Kämpfen im Raum Vallarsa, bei Passo Buole und Coni Zugna.

- 15. Juni bis

1917
- Oktober 1917: Stellungskämpfe auf der Marmolata, am Cauriol, Colbricon, Costabella, Gardinal und Busa alta. Danach Verlegung an die Isonzofront zur Teilnahme an der Zwölften Isonzoschlacht.
- 4. Dezember: Erstürmung der Badeleche-Höhe und des Mt. Tondarecar, Erstürmung des Mt. Miela und des Mt. Meletta
- 5. Dezember: Erstürmung des Mt. Zoni bei Gallio
- 6. Dezember: Kämpfe bei Foza
- 24. bis 27. Dezember: Erstürmung des San Rosso mit anschließenden Stellungskämpfen.

1918
- 15. März: Rücktransport in die Vallarsa. Dort bis zum 3. November Stellungskämpfe auf Zugna Torta und Monte Corno.

- 3. November: Das sich auf dem Rückmarsch in die Heimat befindliche Regiment wird ohne Gegenwehr in S. Sebastiano (Hochfläche von Folgaria) von den nachstoßenden Italienern gefangen genommen. (Aus bis heute unerforschten Gründen hatte das k.u.k. Oberkommando den Truppen den 3. November als Kriegsende mitgeteilt, obwohl in den Waffenstillstandsverhandlungen ausdrücklich der 4. November angegeben war. Auf diese Weise gelang es den Italienern, noch über 300.000 österreichisch-ungarische Soldaten gefangen zu nehmen.)

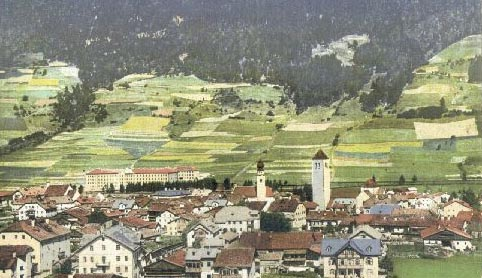
Kaserne des Regiments in Innichen

## Auszeichnungen
Zwei Angehörigen des Regiments wurde die höchste österreichisch-ungarische Tapferkeitsauszeichnung, der Militär-Maria-Theresiaorden verliehen:
- Major Konstantin Valentini, Eroberer der Meletta (1917)
- Leutnant Peter Scheider, Eroberer des Monticello-Grates (1918)

## Sonstiges
Der Wahlspruch des Regiments lautete: „Allezeit wachsam und kampfeslustig.“
Regimentsmarsch
Für alle drei Landesschütze/Kaiserschütze-Regimenter gleich war der Regimentsmarsch – der Kaiserschützenmarsch.